# Raractocetus emarginatus
Raractocetus emarginatus är en skalbaggsart som först beskrevs av François Louis Nompar de Caumont de Laporte 1836.  Raractocetus emarginatus ingår i släktet Raractocetus och familjen varvsflugor. Inga underarter finns listade i Catalogue of Life.